# آيت مرغاد (آيت هاني)
آيت مرغاد هي إحدى مشيخات المملكة المغربية، تتبع جغرافيا لإقليم تنغير وإداريًا لآيت هاني. يقدر عدد سكانها بـ 6006 نسمة حسب الإحصاء الرسمي للسكان والسكنى لسنة 2004.